# Parc national de la Montagne d'Ambre
Le parc national de la Montagne d'Ambre est un parc national situé à 38 km de la ville d'Antsiranana, dans le Nord de Madagascar, dans la région Diana, dans le district d'Antsiranana II et précisément à proximité des communes rurales suivantes : Joffreville, Sakaramy, Bobakilandy, Anivorano-Nord, Antsalaka, Mosorolava, Ambondrona, Mahavanona, Anketrakabe, Mangaoka Antsahampano.

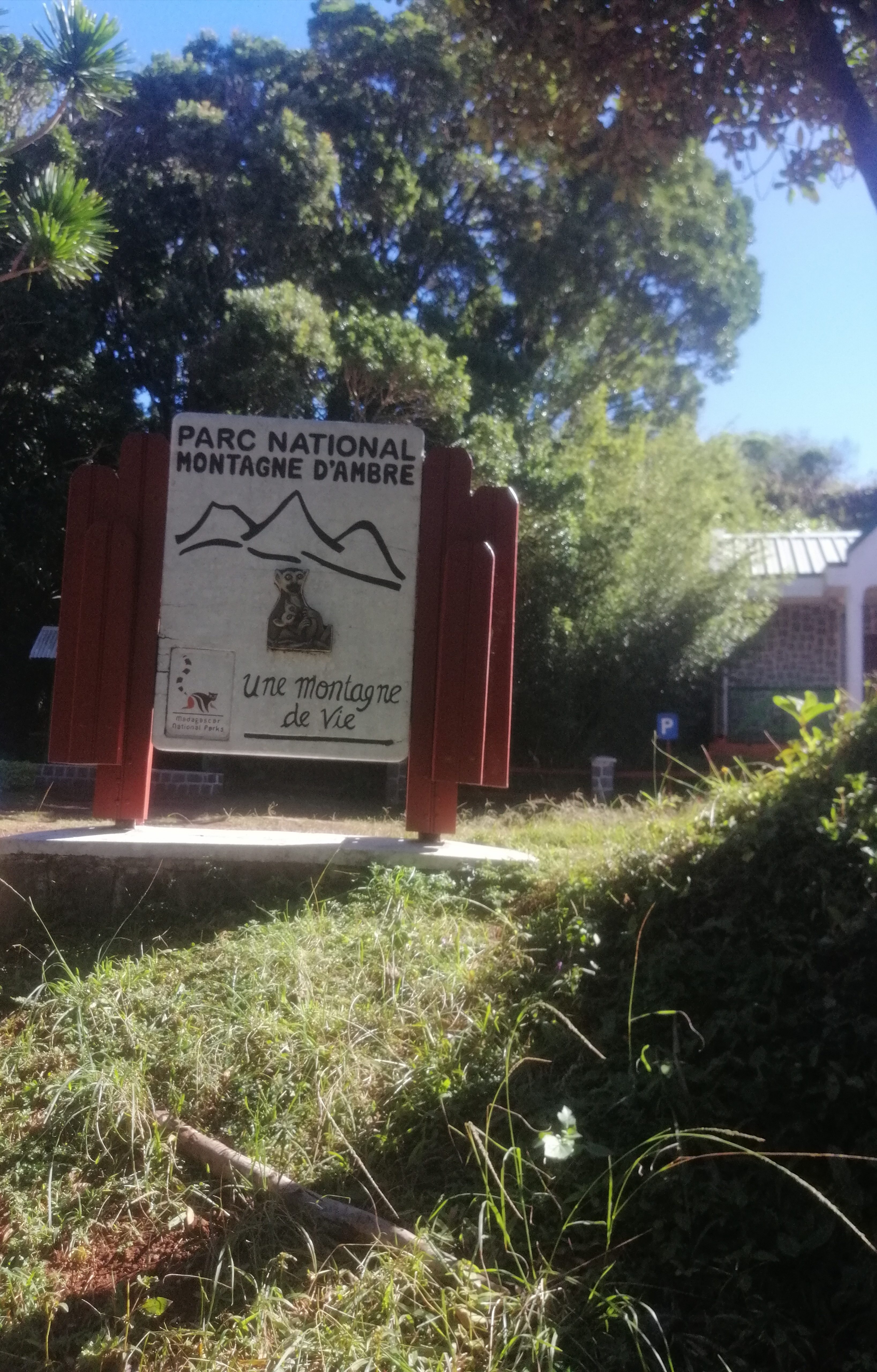
entrée du parc national de la Montagne d'Ambre.

Elle a une altitude de 800 pour culminer à 1 475 km. Sa superficie est de 23 010 ha dont 18 200 ha pour le parc national Montagne d'Ambre et 4 810 ha pour la réserve spéciale de la forêt d'Ambre. Celui-ci a été créé en 1958.

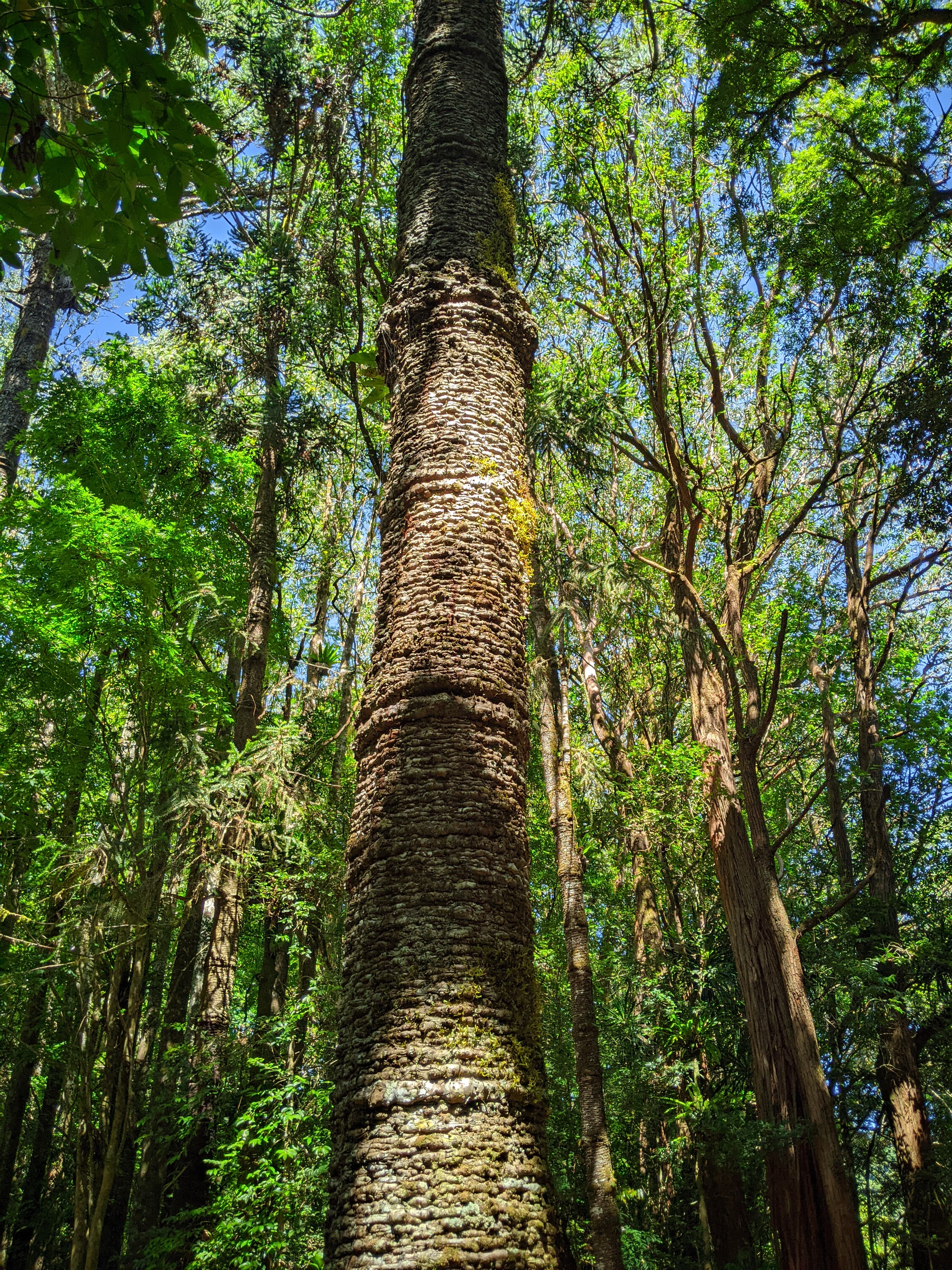
Araucaria de la Montagne d'Ambre #WPWP

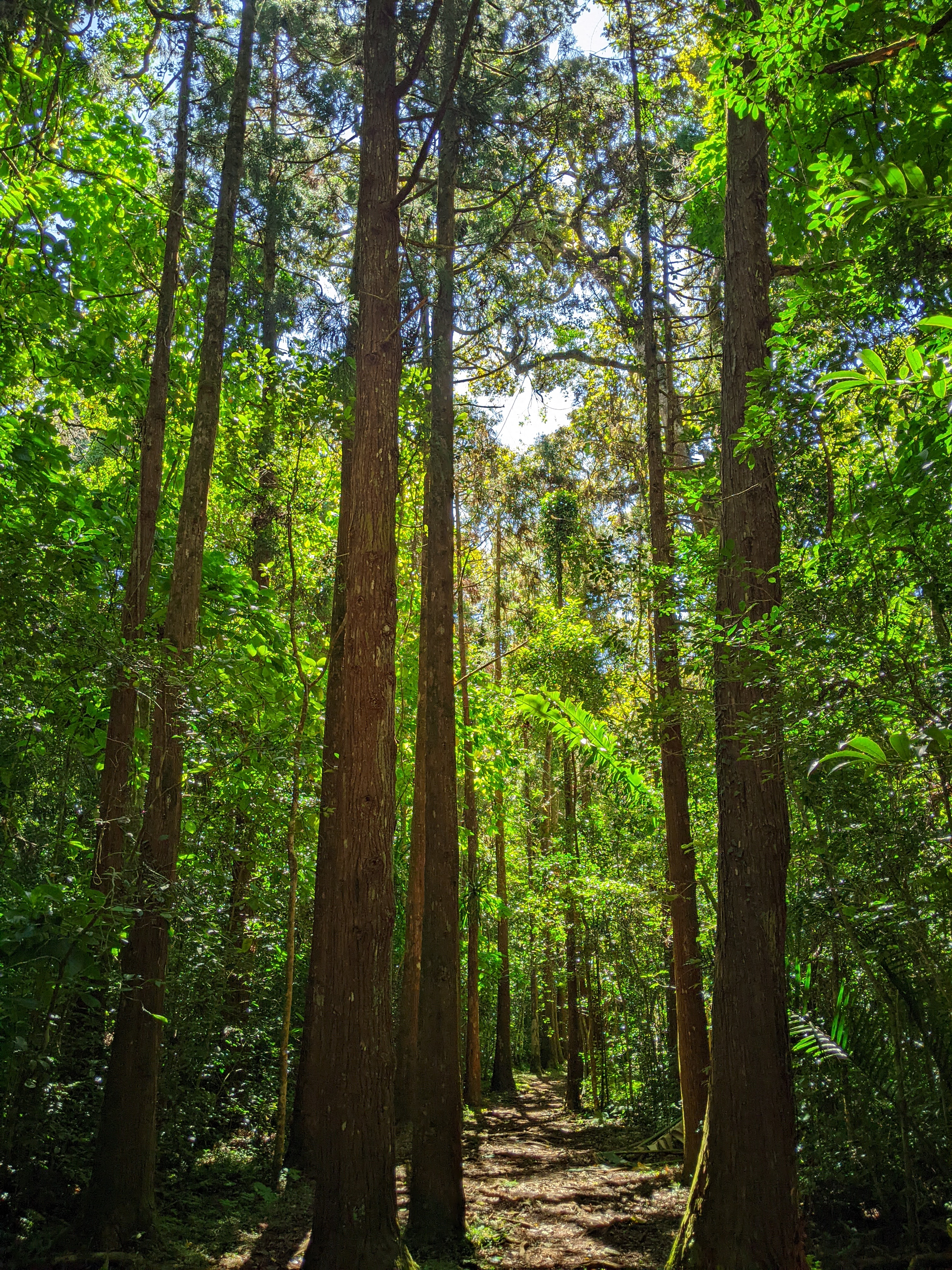
Cryptomeria Japonica

Pendant la colonisation, le parc était une propriété privée fondée par Angèle et Maurice HUTIN. Ils ont planté des arbres comme le Chili Araucaria, le cryptomeria japoneica, des eucalyptus citronné ou Corymbia citriodora.

## La vie du parc
Comment s'y rendre
- Antananarivo - Ambondromamy (410Km) sur la RN4, bifurquer à droite sur la RN6 jusqu’à Antanamitarana (777Km). Antanamitarana - Parc National de Montagne d’Ambre 30 km.
- Le Parc National Montagne d’Ambre se situe à 37 km d’Antsiranana.
- Antsiranana - Joffreville : 34 km et Joffreville - Parc : 3 km, route secondaire

### Flore et végétation

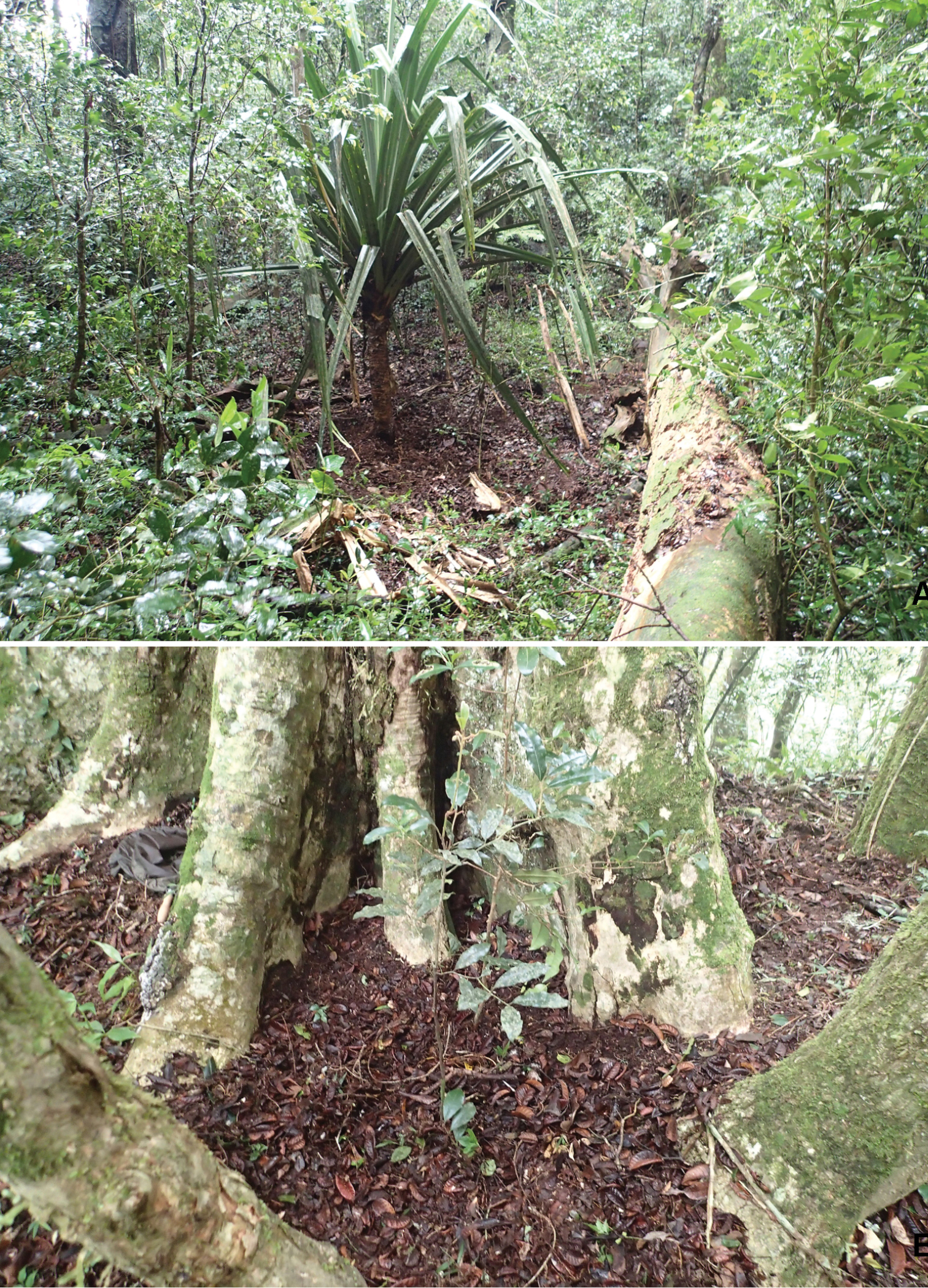
flore de la Montagne d'Ambre.

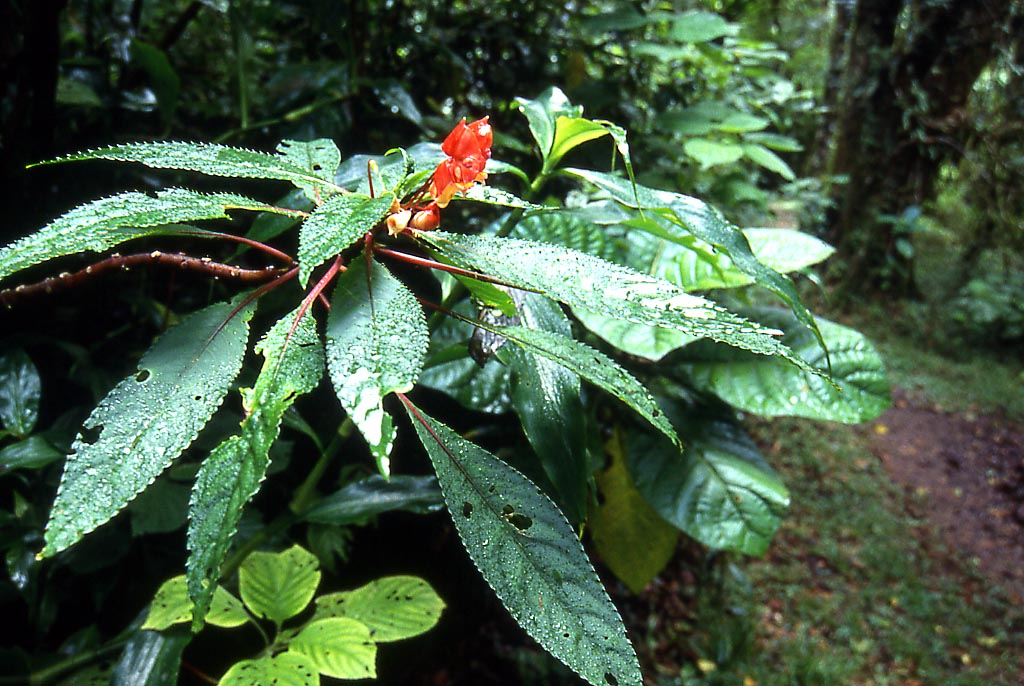
foresta-montagne d'Ambre.

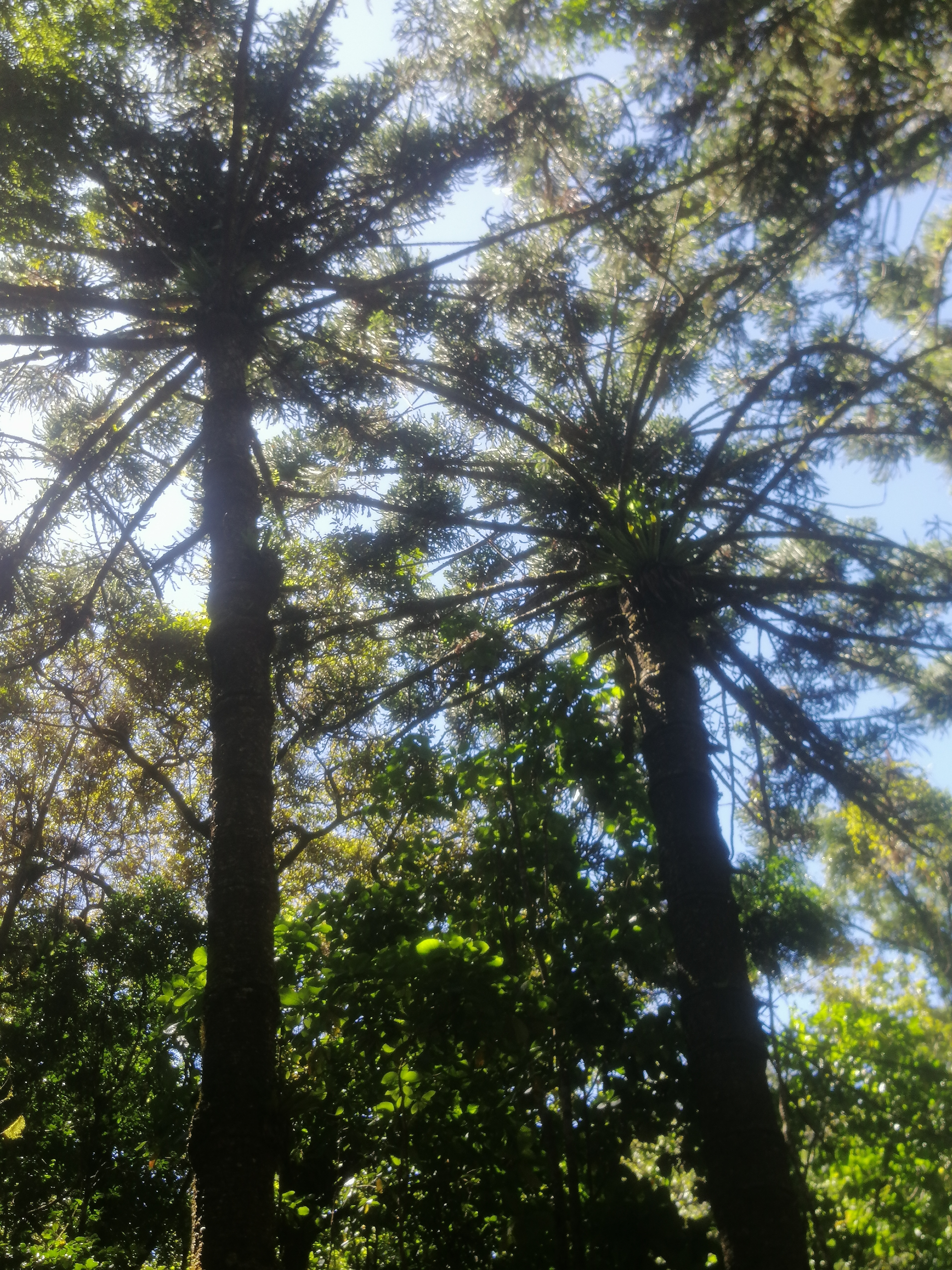
fougère arborescente-Montagne d'Ambre.

Le parc abrite une forêt tropicale humide avec un taux d'endemisme très élevé dont des milliers d'espèce de bois précieux (Dalbergia chlorocarpa et le canarium madagascariensis). On y trouve plusieurs Oleacées de l'espèce Olea ambrensis, Olea capensis subsp. macrocarpa et Olea lancea, qui font de la Montagne d'Ambre un creuset de diversités biologique.

### Faune du parc

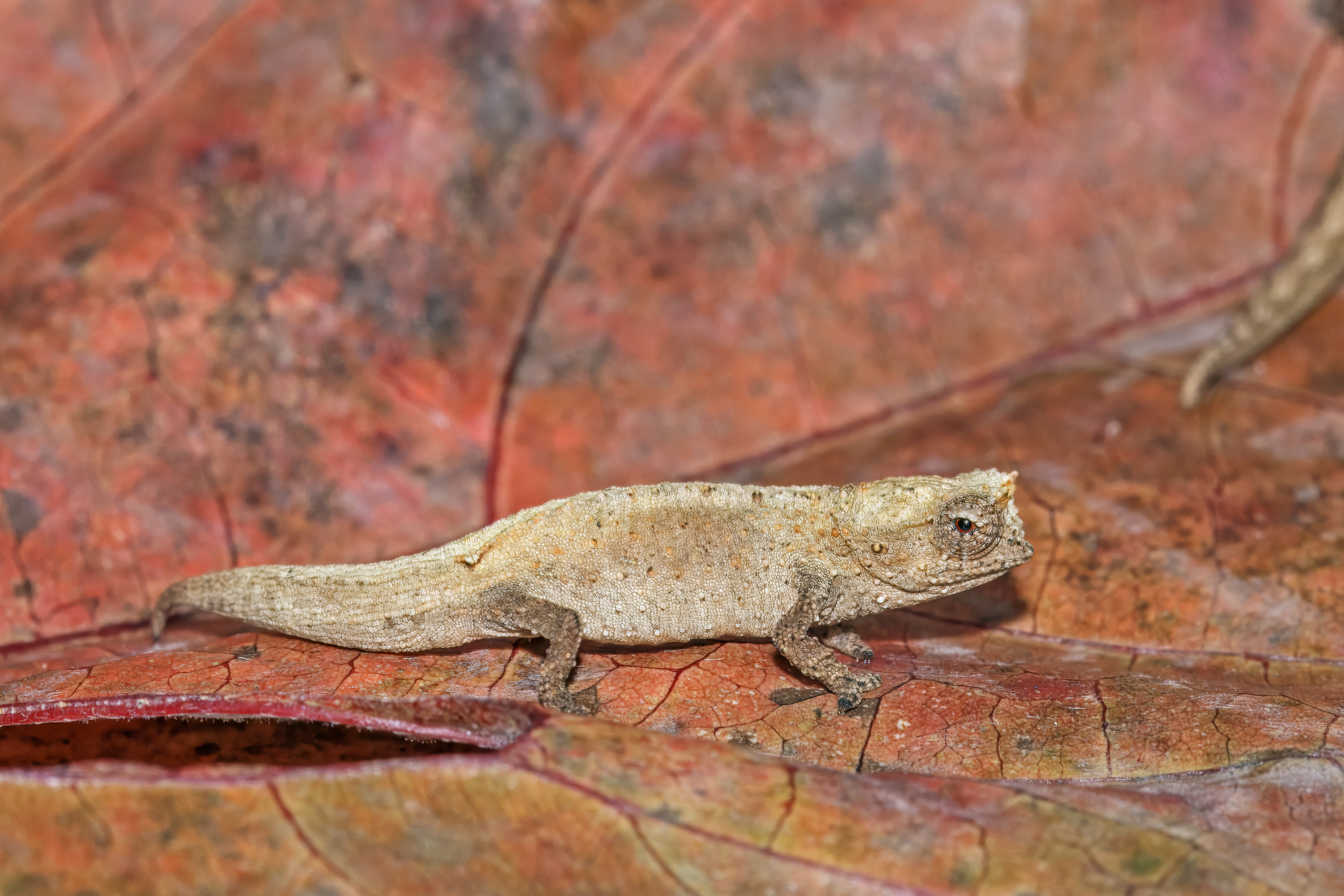
Brookesia- Montagne d'Ambre Madagascar.

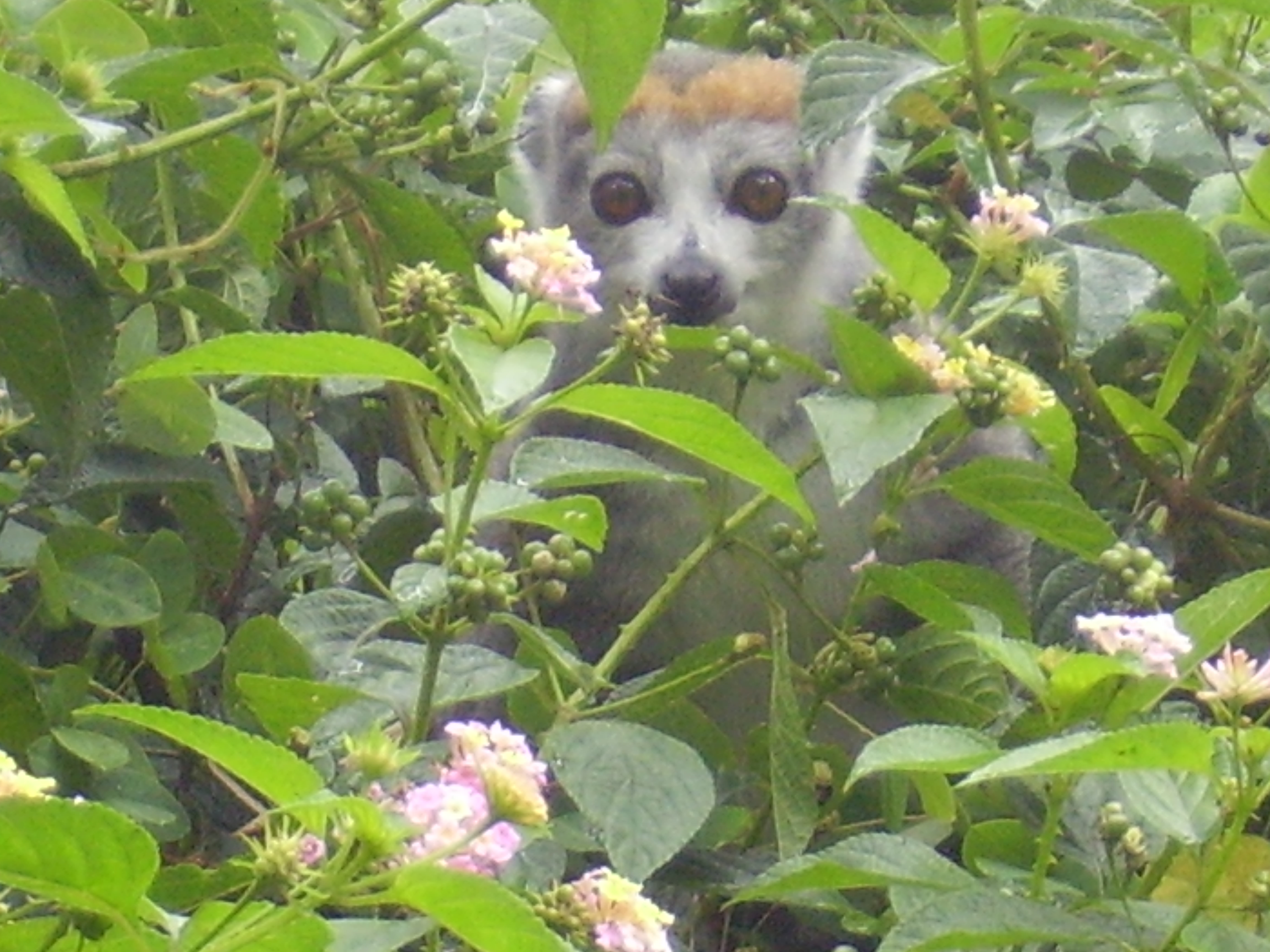
Lemurien de la Montagne d'Ambre.

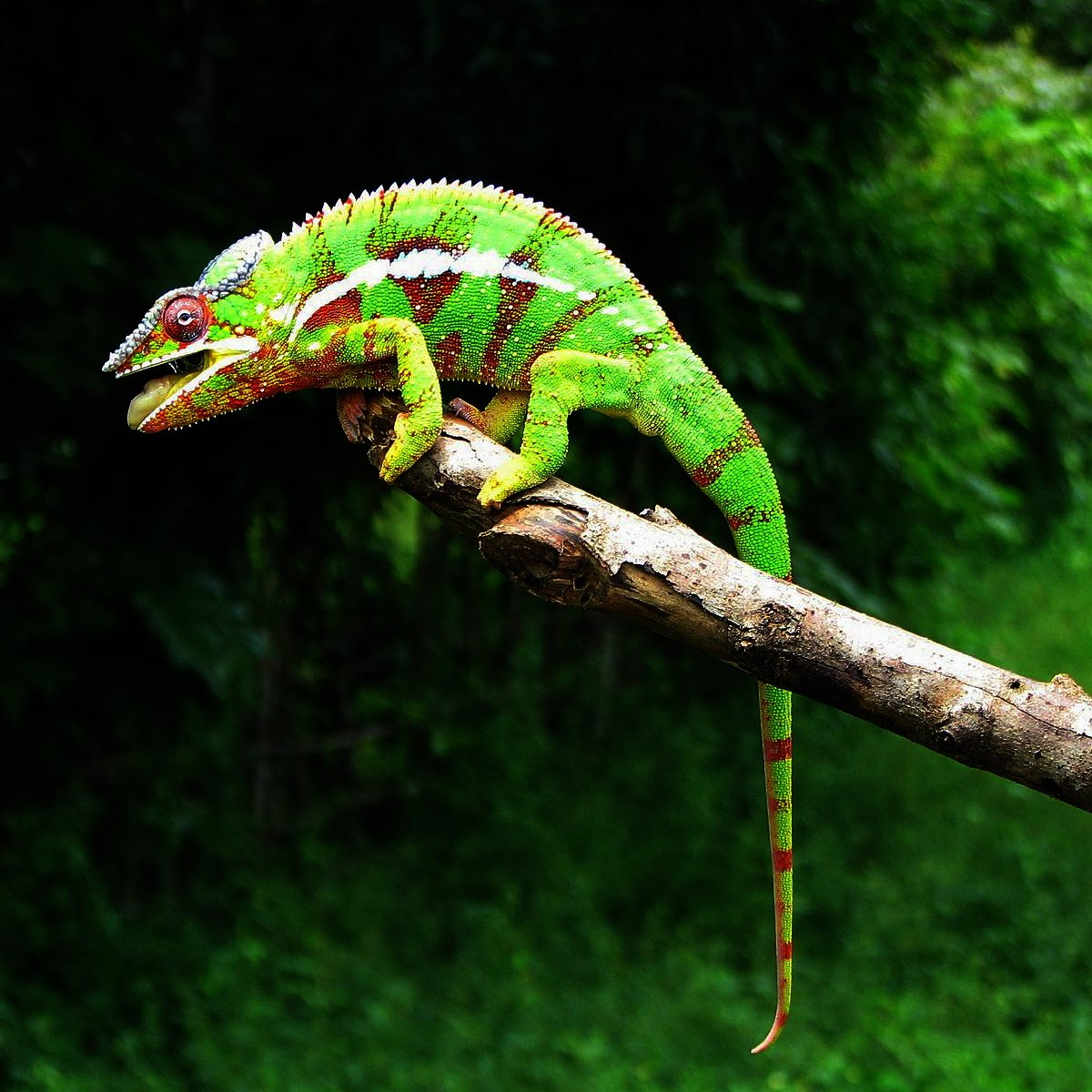
caméléon de la Montagne d'Ambre.

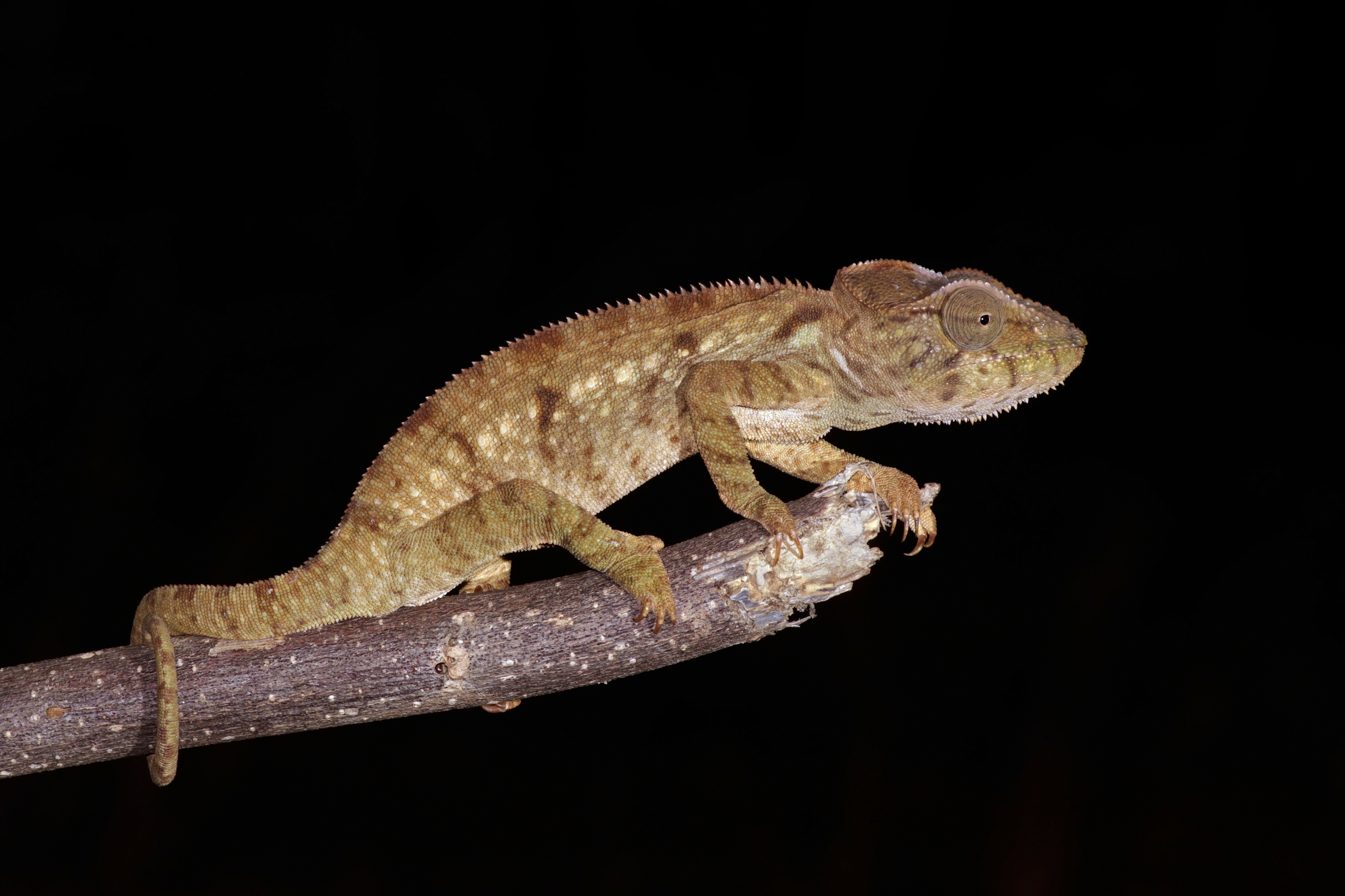
caméléon de La Montagne d Ambre Madagascar.

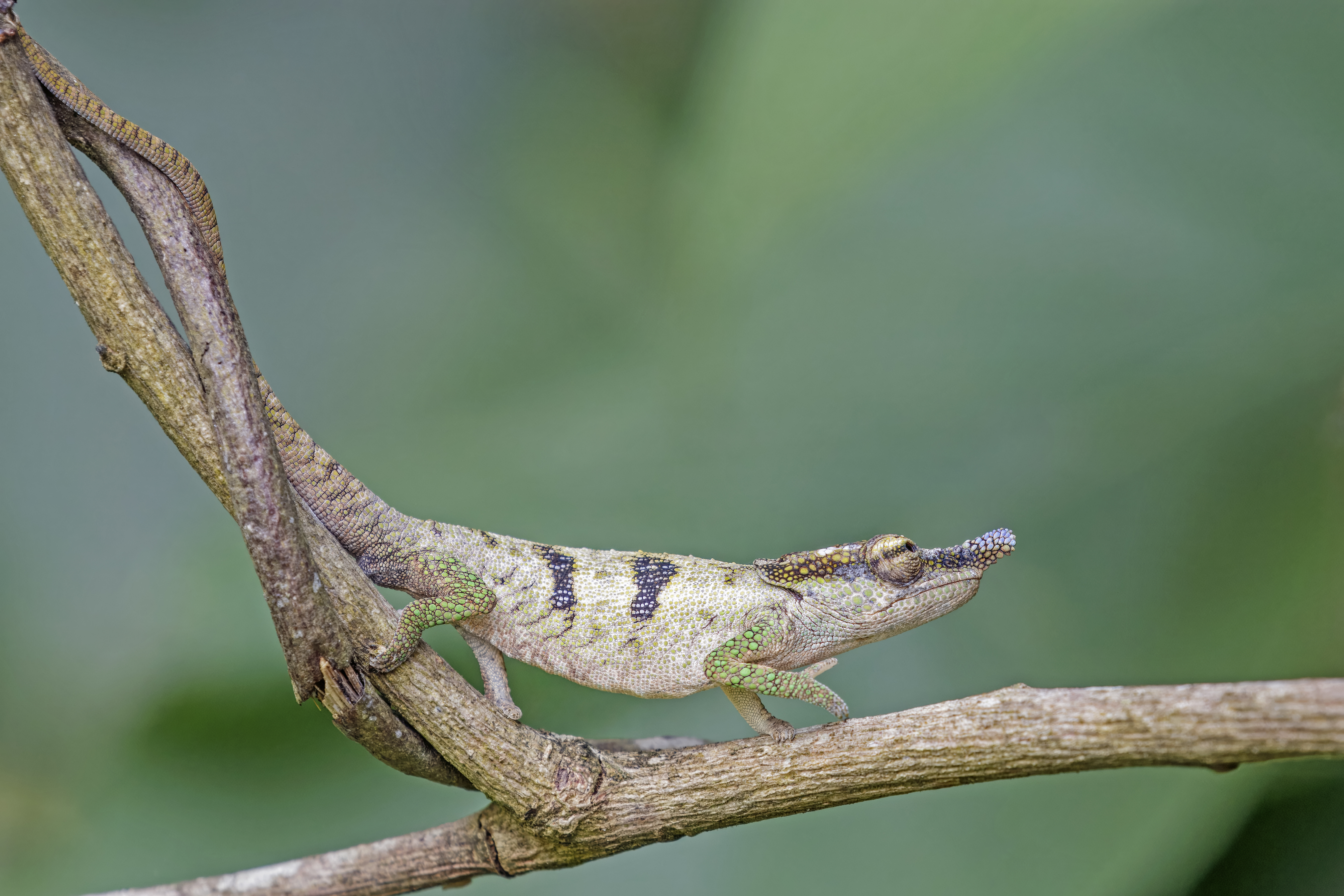
Dans la Montagne d Ambre.

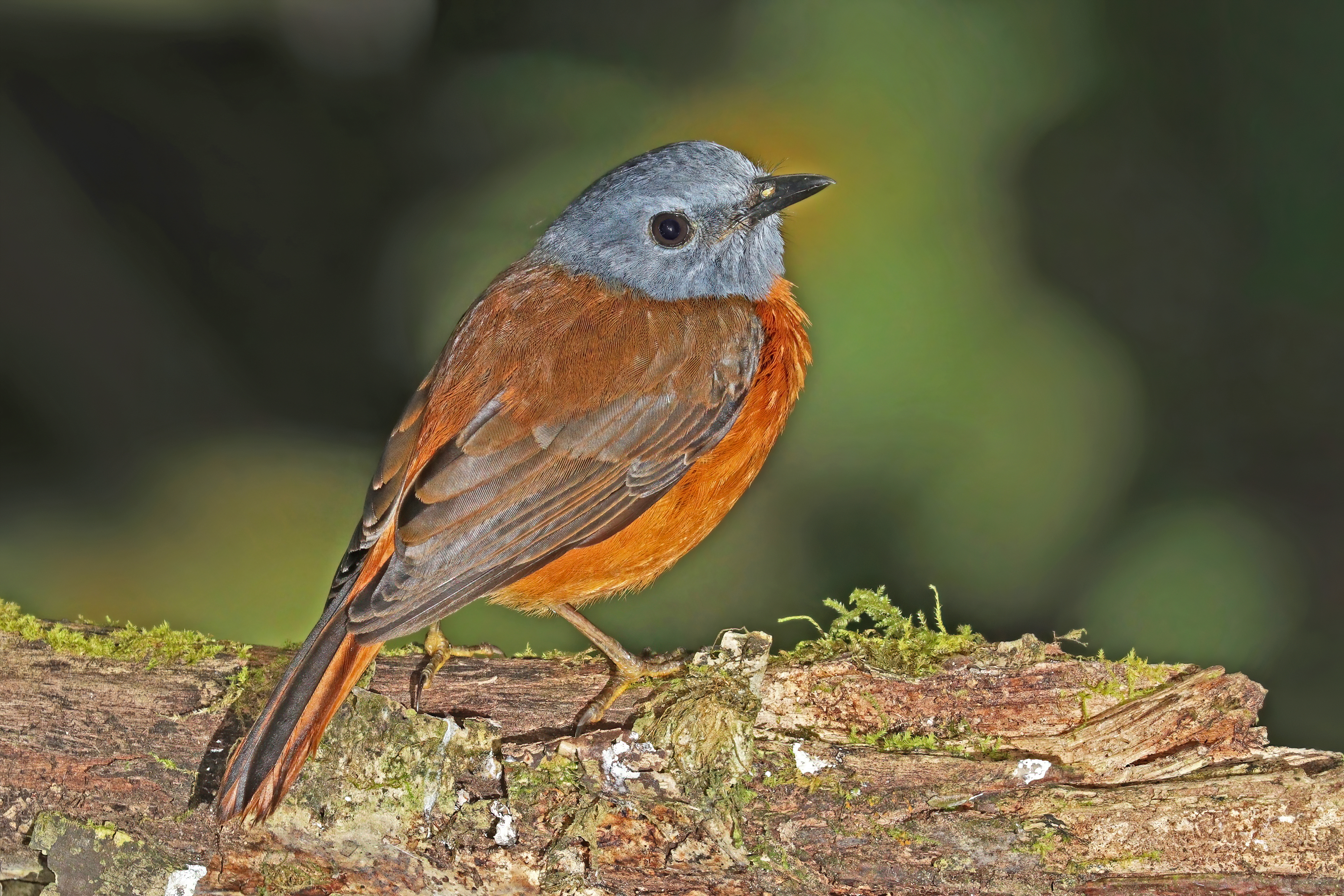
oiseau de la Montagne d'Ambre.

Le parc abrite une faune tropicale importante, dont sept espèces de Lémuriens sur les 70 malgaches (2 nocturnes et 5 diurnes), il y a deux espèces qui sont très remarquables :le leur couronné et le microcèbe roux.
À la Montagne d'Ambre il existe 77 espèces d'oiseaux et 49 espèces de reptiles, 11 espèces de caméléon et parmi lesquels le plus petit caméléon de la planète, le Brookesia et aussi une vingtaine espèces d'amphibiens.

### Hydrographie

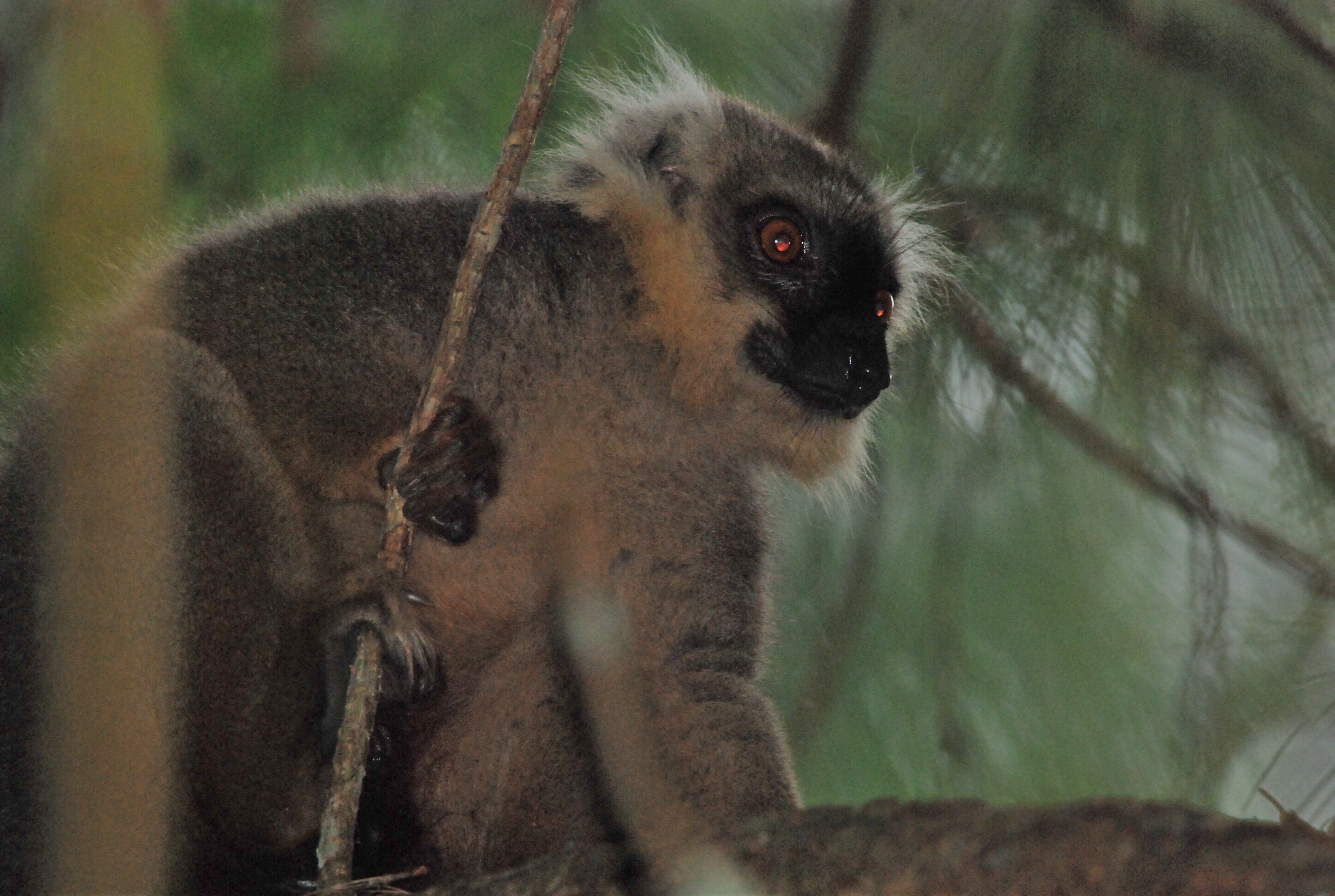
lemurien montagne d'Ambre Madagascar.

La pluviomètrie annuelle du parc est de 2 978 mm en moyenne. Un écosystème aquatique constitué par 05 lacs de Cratère d'où partent les réseaux très denses des cours d'eau dans le domaine de l'extrême Nord, si on ne parle que du lac Mahasarika qui approvisionne la ville d'Antsiranana en eau. On dit aussi que le réseau hydrographique de la Montagne d'Ambre peut entretenir jusqu'à 700 km2 de rizière.
Il y a une cascade chutant de 80 m (grande cascade d'Antomboka).

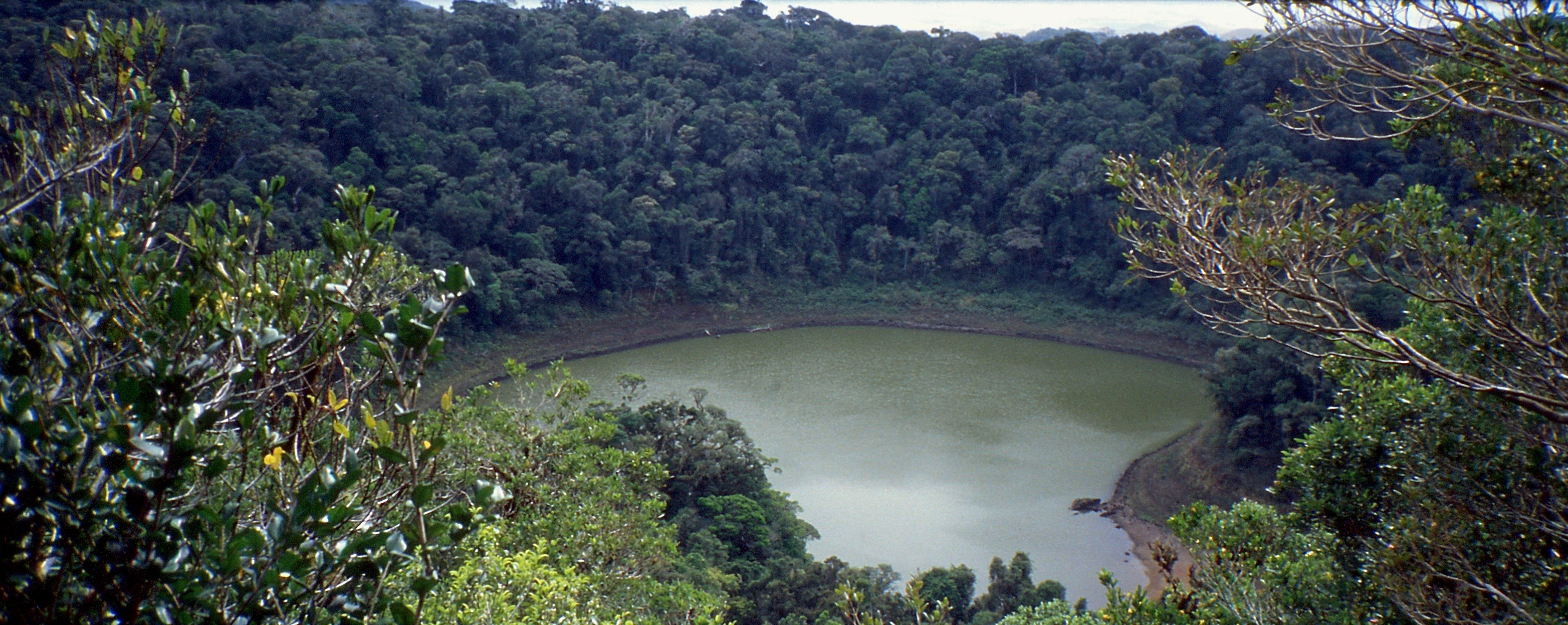
lac de cratère-montagne d'Ambre.

La visite du parc est gérée par Madagascar National Parks (MNP) s'organise autour de 18 sites constitués de cascades sacrées (Antakarana, etc.) ou de chemins à travers la forêt (Voie des mille arbres, etc.). Il existe par ailleurs une aire de pique-nique avec un gîte à proximité.